# Cass Elliot (album)
Cass Elliot è un album della cantante statunitense "Mama" Cass Elliot, pubblicato dalla RCA Victor Records nel febbraio del 1972.

## Tracce
Lato A
1. I'll Be Home – 3:35 (Randy Newman)
2. Baby I'm Yours – 2:28 (Van McCoy)
3. Jesus Was a Cross Maker – 3:02 (Judee Sill)
4. That Song – 2:14 (Bill Dean)
5. When It Doesn't Work Out – 4:22 (Leah Kunkel)

Lato B
1. I'll Be There – 2:22 (Bobby Darin)
2. Disney Girls (1957) – 4:05 (Bruce Johnston)
3. I Think It's Gonna Rain Today – 2:45 (Randy Newman)
4. Cherries Jubilee – 4:33 (Marilyn Messina)
5. All in the Game – 3:09 (James Braken)

## Musicisti
- Cass Elliot - voce, accompagnamento vocale
- Benny Golson - conduttore musicale, arrangiamenti, accompagnamento vocale
- Al Casey - chitarra
- Dennis Budimir - chitarra
- Edwin Carter - chitarra
- Larry Carlton - chitarra
- Louie Shelton - chitarra
- Bruce Johnston - pianoforte elettrico, accompagnamento vocale
- Don Randi - pianoforte
- Michael Lang - pianoforte
- Jerome Richardson - sassofono tenore
- Moacir Santos - sassofono tenore
- Jack Nimitz - sassofono baritono
- Gino Bozzacco - tromba
- William Anderson - tromba
- Edward Kusby - trombone
- Grover Mitchell - trombone
- Maurice Spears - trombone basso
- Carl Fontana - musette
- Jules Greenberg - vibrafono
- Carol Kaye - basso
- Joe Osborn - basso
- Ed Greene - batteria
- John Guerin - batteria
- Reggie Golson - percussioni
- Carl Wilson - accompagnamento vocale
- Clark Burroughs - accompagnamento vocale
- Clydie King - accompagnamento vocale
- The Hi Beach Mamas - accompagnamento vocale (solo nel brano: B2)
- Jan Gassman - accompagnamento vocale
- Marilyn Messina - accompagnamento vocale
- Sherlie Matthews - accompagnamento vocale
- Venetta Fields - accompagnamento vocale[1]